# گلکی
گلکی، روستایی است از توابع بخش مرکزی شهرستان تنگستان استان بوشهر ایران.

## جمعیت
این روستا در دهستان باغک قرار داشته و بر اساس سرشماری سال ۱۳۸۵ جمعیت آن ۲۲۵نفر (۴۶خانوار) بوده‌است.
از جمله افراد معروف این روستا حسین ممسنی معروف به حسین گلکینی می باشد. قطع به یقین هر ایرانی داستان وی را درباره اشتباه گرفتن خرمالو و گوجه فرنگی شنیده است.